# 3329 Golay
3329 Golay је астероид главног астероидног појаса са средњом удаљеношћу од Сунца која износи 2,993 астрономских јединица (АЈ).
Апсолутна магнитуда астероида је 11,4.